# Uljin
Uljin (en coreano:울진군 Romanización revisada:uljingun, léase:Úlchin) es un condado en la provincia de Gyeongsang del Norte al suroeste de la república de Corea del Sur. Está ubicada al sureste de Seúl a unos 233 km y a 142 km al noreste del corazón de Daegu. Su área es de 900,05 km² y su población total en 2010 fue de 52.000.
La planta de energía nuclear Uljin, una de las cuatro plantas de energía nuclear en Corea del Sur, se encuentra en Bugu. La planta cuenta actualmente con seis reactores y es una fuente importante de puestos de trabajo para el condado y la región.

## Administración
El condado de Uljin se divide en 2 eup, 8 myeon.
- Uljin-eup,
- Pyeonghae-eup,
- Buk-myeon,
- Seo-myeon,
- Geunnam-myeon
- Wonnam-myeon
- Giseong-myeon
- Onjeong-myeon
- Jukbyeon-myeon
- Hupo-myeon

## Clima
| Parámetros climáticos promedio de Uljin (1981−2010) | Parámetros climáticos promedio de Uljin (1981−2010) | Parámetros climáticos promedio de Uljin (1981−2010) | Parámetros climáticos promedio de Uljin (1981−2010) | Parámetros climáticos promedio de Uljin (1981−2010) | Parámetros climáticos promedio de Uljin (1981−2010) | Parámetros climáticos promedio de Uljin (1981−2010) | Parámetros climáticos promedio de Uljin (1981−2010) | Parámetros climáticos promedio de Uljin (1981−2010) | Parámetros climáticos promedio de Uljin (1981−2010) | Parámetros climáticos promedio de Uljin (1981−2010) | Parámetros climáticos promedio de Uljin (1981−2010) | Parámetros climáticos promedio de Uljin (1981−2010) | Parámetros climáticos promedio de Uljin (1981−2010) |
| Mes                                                 | Ene.                                                | Feb.                                                | Mar.                                                | Abr.                                                | May.                                                | Jun.                                                | Jul.                                                | Ago.                                                | Sep.                                                | Oct.                                                | Nov.                                                | Dic.                                                | Anual                                               |
| --------------------------------------------------- | --------------------------------------------------- | --------------------------------------------------- | --------------------------------------------------- | --------------------------------------------------- | --------------------------------------------------- | --------------------------------------------------- | --------------------------------------------------- | --------------------------------------------------- | --------------------------------------------------- | --------------------------------------------------- | --------------------------------------------------- | --------------------------------------------------- | --------------------------------------------------- |
| Temp. máx. media (°C)                               | 6.2                                                 | 7.5                                                 | 10.9                                                | 16.8                                                | 20.7                                                | 22.9                                                | 26.3                                                | 27.2                                                | 23.9                                                | 20.0                                                | 14.3                                                | 9.1                                                 | 17.2                                                |
| Temp. media (°C)                                    | 1.0                                                 | 2.5                                                 | 6.4                                                 | 12.0                                                | 16.1                                                | 19.1                                                | 22.8                                                | 23.8                                                | 19.9                                                | 15.1                                                | 9.1                                                 | 3.7                                                 | 12.6                                                |
| Temp. mín. media (°C)                               | −3.2                                                | −1.8                                                | 1.8                                                 | 7.0                                                 | 11.6                                                | 15.6                                                | 19.9                                                | 20.9                                                | 16.1                                                | 10.3                                                | 4.2                                                 | −0.8                                                | 8.5                                                 |
| Precipitación total (mm)                            | 46.7                                                | 41.3                                                | 58.0                                                | 61.0                                                | 70.0                                                | 105.8                                               | 186.8                                               | 208.8                                               | 185.6                                               | 64.2                                                | 57.3                                                | 33.4                                                | 1119.0                                              |
| Días de precipitaciones (≥ 0.1 mm)                  | 5.4                                                 | 6.3                                                 | 8.3                                                 | 7.3                                                 | 8.0                                                 | 9.6                                                 | 13.8                                                | 13.2                                                | 11.1                                                | 6.5                                                 | 6.2                                                 | 4.2                                                 | 99.9                                                |
| Horas de sol                                        | 203.1                                               | 186.7                                               | 205.8                                               | 228.8                                               | 235.9                                               | 194.4                                               | 163.1                                               | 184.7                                               | 175.0                                               | 203.6                                               | 188.3                                               | 203.9                                               | 2373.2                                              |
| Humedad relativa (%)                                | 51.4                                                | 56.3                                                | 62.1                                                | 63.6                                                | 70.7                                                | 80.0                                                | 83.3                                                | 83.7                                                | 80.1                                                | 69.5                                                | 60.5                                                | 52.1                                                | 67.8                                                |
| Fuente: Korea Meteorological Administration         |                                                     |                                                     |                                                     |                                                     |                                                     |                                                     |                                                     |                                                     |                                                     |                                                     |                                                     |                                                     |                                                     |

## Ciudades hermanas
- Goyang
- Distrito Yangcheon, Seúl
- Distrito Seocho, Seúl
- Distrito Suseong, Seúl
- Distrito Dong, Busan